# Lacroix-Barrez
 Lacroix-Barrez  (en occitano La Crotz) es una población y comuna francesa, situada en la región de Mediodía-Pirineos, departamento de Aveyron, en el distrito de Rodez y cantón de Mur-de-Barrez.

## Demografía
| 733 | 662 | 613 | 632 | 574 | 550 |
| Para los censos de 1962 a 1999 la población legal corresponde a la población sin duplicidades (Fuente: INSEE [Consultar]) |     |     |     |     |     |